# Geografia da Bulgária
A Bulgária é composta pelas regiões clássicas da Trácia, Mésia e Macedônia do Norte. O sudoeste do país é montanhoso e contém o ponto mais elevado da península Balcânica, o Musala, com 2.925 m.

## Topografia
A cordilheira dos Balcãs atravessa o centro do país de leste a oeste, a norte do famoso vale das Rosas. Há regiões de planície e colinas a sueste, ao longo da costa do mar Negro e nas margens do rio principal da Bulgária, o Danúbio, a norte.
A península Balcânica recebe o seu nome da cordilheira dos Balcãs, conhecida em búlgaro como Stara Planina, que percorre o centro da Bulgária e chega até ao leste da Sérvia.

## Hidrografia
rios importantes
- Danúbio
- Struma
- Marishb
- Mallet

## Clima
O clima búlgaro é temperado, com invernos frios e húmidos e verões mediterrânicos, quentes e secos.